# Liste der Mitglieder der Deutschen Akademie der Naturforscher Leopoldina/1890
Die Liste der Mitglieder der Deutschen Akademie der Naturforscher Leopoldina für 1890 enthält alle Personen, die im Jahr 1890 zum Mitglied ernannt wurden. Insgesamt gab es 39 neu gewählte Mitglieder.

## Neu gewählte Mitglieder
| Nr.  | Name                                         | Geboren       | Aufnahme | Gestorben     | Fachsektion                              | Bild                                                               |
| ---- | -------------------------------------------- | ------------- | -------- | ------------- | ---------------------------------------- | ------------------------------------------------------------------ |
| 2858 | Francisco Coello                             | 26. Apr. 1822 | 28. Feb. | 30. Sep. 1898 | Mineralogie und Geologie                 | Francisco Coello                                                   |
| 2859 | M. Treub                                     | 26. Dez. 1851 | 28. Feb. | 3. Okt. 1910  | Botanik                                  | Melchior Treub                                                     |
| 2860 | David Ferrier                                | 13. Jan. 1843 | 28. Feb. | 19. März 1928 | Physiologie                              | David Ferrier                                                      |
| 2861 | Simone Fubini                                | 23. Okt. 1841 | 28. Feb. | 6. Sep. 1898  | Physiologie                              |                                                                    |
| 2862 | Arnaldo Cantani                              | 15. Feb. 1837 | 28. Feb. | 30. Apr. 1893 | Wissenschaftliche Medizin                | Arnaldo Cantani                                                    |
| 2863 | Camillo Golgi                                | 7. Juli 1843  | 28. Feb. | 21. Jan. 1926 | Wissenschaftliche Medizin                | Camillo Golgi                                                      |
| 2864 | Johannes Leonard Gottfried Julius Weingarten | 25. März 1836 | 28. Feb. | 16. Juni 1910 | Mathematik und Astronomie                | Johannes Leonard Gottfried Julius Weingarten                       |
| 2865 | Ferdinand Albin Pax                          | 26. Juli 1858 | 1. Mrz.  | 1. März 1942  | Botanik                                  |                                                                    |
| 2866 | Carl Conrad Boettinger                       | 1851          | 1. Mrz.  | 1901          | Chemie                                   |                                                                    |
| 2867 | Rudolph Ritter Jaksch von Wartenhorst        | 16. Juli 1855 | 1. Mrz.  | 8. Jan. 1947  | Wissenschaftliche Medizin                | Rudolph Ritter Jaksch von Wartenhorst                              |
| 2868 | Heinrich Kiliani                             | 30. Okt. 1855 | 1. Mrz.  | 25. Feb. 1945 | Chemie                                   | Heinrich Kiliani                                                   |
| 2869 | Ladislaus Weinek                             | 13. Feb. 1848 | 1. Mrz.  | 12. Nov. 1913 | Mathematik und Astronomie                | Ladislaus Weinek                                                   |
| 2870 | Wilhelm Oswald Alexander Tschirch            | 17. Okt. 1856 | 2. Mrz.  | 2. Dez. 1939  | Botanik                                  | Wilhelm Oswald Alexander Tschirch                                  |
| 2871 | Anton Friedrich Robert Behrend               | 17. Dez. 1856 | 4. Mrz.  | 15. Sep. 1926 | Chemie                                   | Robert Behrend (um 1925)                                           |
| 2872 | Reinhard Anton Brauns                        | 20. Aug. 1861 | 4. Mrz.  | 28. Jan. 1937 | Mineralogie und Geologie                 |                                                                    |
| 2873 | Andres Hugo Krüss                            | 23. Feb. 1853 | 4. Mrz.  | 27. Apr. 1925 | Physik und Meteorologie                  |                                                                    |
| 2874 | Ernst Otto Beckmann                          | 4. Juli 1853  | 6. Mrz.  | 12. Juli 1923 | Chemie                                   | Ernst Otto Beckmann                                                |
| 2875 | Hermann Ludwig Eichhorst                     | 3. März 1849  | 7. Mrz.  | 26. Juli 1921 | Wissenschaftliche Medizin                | Hermann Ludwig Eichhorst                                           |
| 2876 | Ernst Reinhold Eduard Hoppe                  | 18. Nov. 1816 | 9. Mrz.  | 9. Juni 1900  | Mathematik und Astronomie                |                                                                    |
| 2877 | Dionys Rudolf Josef Stur                     | 5. Apr. 1827  | 16. Mrz. | 9. Okt. 1893  | Mineralogie und Geologie                 | Dionýs Štúr                                                        |
| 2878 | Carl August Voller                           | 31. Okt. 1842 | 22. Mrz. | 7. Juli 1920  | Physik und Meteorologie                  | Carl August Voller                                                 |
| 2879 | Justus Wilhelm Grosse                        | 24. Aug. 1857 | 26. Mrz. | 31. Juli 1935 | Physik und Meteorologie                  |                                                                    |
| 2880 | Karl Moritz Schumann                         | 17. Juni 1851 | 7. Apr.  | 22. März 1904 | Botanik                                  | Karl Moritz Schumann an seinem Arbeitstisch                        |
| 2881 | Hermann Eberhard Fischer                     | 14. Okt. 1830 | 10. Apr. | 1. Feb. 1919  | Wissenschaftliche Medizin                |                                                                    |
| 2882 | Julien Jean Joseph Fraipont                  | 17. Aug. 1857 | 26. Apr. | 22. März 1910 | Zoologie und Anatomie                    |                                                                    |
| 2883 | Johann Christian Dittmar Finkler             | 25. Juli 1852 | 25. Jun. | 16. Feb. 1912 | Wissenschaftliche Medizin                | Von links: Dittmar Finkler, Heinrich Fritsch und August Bier, 1906 |
| 2884 | Johann Christian Rudolf Kaltenbach           | 12. Mai 1842  | 30. Jul. | 21. Nov. 1892 | Wissenschaftliche Medizin                | Johann Christian Rudolf Kaltenbach                                 |
| 2885 | Christoph Gobi                               | 12. Apr. 1847 | 30. Sep. |               | Botanik                                  |                                                                    |
| 2886 | Hans Heinrich Joseph Meyer                   | 22. März 1858 | 1. Okt.  | 5. Juli 1929  | Anthropologie, Ethnologie und Geographie | Hans Heinrich Joseph Meyer                                         |
| 2887 | Ottomar Ernst Felix Rosenbach                | 4. Jan. 1851  | 1. Okt.  | 20. März 1907 | Wissenschaftliche Medizin                |                                                                    |
| 2888 | Heinrich Rudolf Simroth                      | 10. Mai 1851  | 1. Okt.  | 31. Aug. 1917 | Zoologie und Anatomie                    | Heinrich Rudolf Simroth                                            |
| 2889 | Hieronymus Theodor Richter                   | 21. Nov. 1824 | 1. Okt.  | 25. Sep. 1898 | Chemie                                   | Hieronymus Theodor Richter, circa 1873                             |
| 2890 | Knut Johann Ångström                         | 12. Jan. 1857 | 1. Okt.  | 4. März 1910  | Physik und Meteorologie                  | Knut Johann Ångström                                               |
| 2891 | Karl Ernst Hartig                            | 20. Jan. 1836 | 7. Okt.  | 23. Apr. 1900 | Mathematik und Astronomie                | Karl Ernst Hartig                                                  |
| 2892 | Eduard Rudolf Kobert                         | 3. Jan. 1854  | 14. Okt. | 27. Dez. 1918 | Wissenschaftliche Medizin                | Eduard Rudolf Kobert                                               |
| 2893 | Julius Albin Weisbach                        | 6. Dez. 1833  | 15. Okt. | 26. Feb. 1901 | Mineralogie und Geologie                 |                                                                    |
| 2894 | Teodore Caruel                               | 27. Juni 1830 | 3. Nov.  | 4. Dez. 1898  | Botanik                                  | Teodoro Caruel                                                     |
| 2895 | Max Carl Georg Wilhelm Meyer                 | 15. Feb. 1853 | 24. Nov. | 17. Dez. 1910 | Mathematik und Astronomie                | Max Carl Georg Wilhelm Meyer                                       |
| 2896 | Charles Henri Marie Flahault                 | 3. Okt. 1852  | 12. Dez. | 3. Feb. 1935  | Botanik                                  |                                                                    |